# 보륙여씨
보륙여씨(중국어 정체자: 普六茹氏, 병음: Pǔliùrú)는 삼국 시대와 진나라 시기의 선비족의 성씨로서, 선비어로 '버드나무'라는 의미를 갖고 있다. 북위(北魏) 당시 사용되던 성씨로, 일부 자손들은 여씨(茹氏)로 바꾸었다.